# Ouragan (roman)
Pour les articles homonymes, voir Ouragan (homonymie).
Ouragan est un roman de Laurent Gaudé qui a été publié chez Actes Sud le 15 août 2010, mettant en scène des personnages de La Nouvelle-Orléans et de Louisiane, qui assistent à l'ouragan Katrina survenu en août 2005.

## Synopsis
Alors que la tempête est annoncée dans le sud des États-Unis et que la plupart des quartiers aisés sont évacués, des habitants Noirs des quartiers pauvres restent chez eux car ils n'ont pas forcément les moyens de s'enfuir, ou ont la volonté de rester chez eux car leur vie n'aurait pas de sens ailleurs. Le lecteur suit différents personnages dont les destins se croisent dans ce décor de fin des temps.

## Création, inspiration
Fin août 2005, Laurent Gaudé est particulièrement ému par la catastrophe de l'ouragan Katrina. Il conserve alors des photos et des articles de journaux relatifs au sinistre.
C'est avec le temps et en reprenant plus tard ces archives que les personnages du roman sont apparus petit à petit à l'auteur. Le personnage de « Josephine Linc. Steelson », une vieille dame « presque centenaire », provient directement d'une photo découpée par Laurent Gaudé, montrant une vieille femme Noire portant le drapeau américain sur les épaules. Au sujet de ce personnage, Laurent Gaudé a expliqué dans l'émission La Grande Librairie : « elle s'est imposée, [...] elle était là depuis le début, [...] et puis elle a pris de plus en plus de place, et au bout d'un moment je me suis dit "Faut que ça soit elle qui ouvre le livre et qui le clôt", parce que c'est sa voix qui nous emmène dans cette histoire là. [...] J'avais envie qu'il y ait un personnage qui porte la rage et la colère ».
Bien qu'il s'agisse d'un roman dont les personnages sont inventés, Laurent Gaudé s'est basé sur un certain nombre de faits réels. Le neuvième district (« Lower Ninth ») de La Nouvelle-Orléans, dans lequel une grande partie du roman se déroule, a effectivement été l'un des quartiers les plus violemment touchés du fait que les digues aient finalement cédé en inondant ce quartier peuplé à 99 % de Noirs. Par ailleurs, la « Parish Prison » n'a pas été évacuée et la montée des eaux a provoqué un dysfonctionnement électronique qui a débloqué la serrures des portes : cela se retrouve dans le roman.
Dans l'émission de La Grande Librairie, Laurent Gaudé a résumé son envie d'écrire ce livre par ces mots : « Ce qui m'intéressait, c'est que [...] dans des moments comme ça – des incendies de forêts, des tremblements de terre, des nuages volcaniques – on se rend compte que la planète n'est pas à notre échelle. Il y a quelque chose de plus sourd, de plus profond qui vit, et on est vraiment tout petit par rapport à ça. Et donc finalement, que l'orgueil humain soit battu en brèche dans des moments comme ça, ça m'intéresse ».

## Analyse du livre
Toujours dans la même émission, le présentateur François Busnel a fait remarquer qu'un grand nombre de métaphores du roman étaient selon lui « arrachées à la Bible », avec notamment l'impression d'une référence à l'épisode de l'arche de Noé lors de la montée des eaux à la suite de la rupture des digues. Laurent Gaudé a alors répondu que toute référence à la Bible était inconsciente et non voulue de sa part, son œuvre faisant sans conteste des références à la mythologie, mais certainement pas à la religion.
Laurent Gaudé a aussi réfuté la possibilité que le personnage du révérend protestant qui sombre dans une folie meurtrière au nom de Dieu soit une critique de l'intégrisme religieux assez développé aux États-Unis. Laurent Gaudé a voulu introduire ce personnage pour poser la question de la Foi : pour un croyant, une telle situation de cataclysme fait nécessairement s'interroger sur la présence d'une force supérieure qui aurait décidé de châtier tout un peuple. Le révérend, qui reste fidèle à sa foi en Dieu, préfère aider à la destruction plutôt que de devenir un infidèle. La question de la fidélité est centrale dans cet ouvrage.

## Éditions
Édition imprimée
- Laurent Gaudé, Ouragan, Arles, Actes Sud, coll. « Domaine français », 18 août 2010, 188 p. (ISBN 978-2-7427-9297-9, BNF 42253442)

Livre audio
- Laurent Gaudé (auteur) et Pierre-François Garel (narrateur), Ouragan, Paris, Thélème, coll. « Littérature », 12 août 2011 (ISBN 978-2-87862-679-7)Support : 1 disque compact audio MP3 ; durée : 4 h 51 min environ.